# Уилсон, Дэн
Дэн Уилсон (англ. Daniel Dodd "Dan" Wilson) — американский музыкант, продюсер, автор, певец. Лауреат премии Грэмми за лучшую песню года Not Ready to Make Nice группы Dixie Chicks, и за песню «Someone Like You» певицы Adele.
Был членом группы психоделического рока Trip Shakespeare.

## Биография
См. также «Dan Wilson Early years» в английском разделе.

## Дискография
См. также «Dan Wilson Discography» в английском разделе.

## Награды и номинации
- 56-я церемония «Грэмми» (2014) — Album of the Year
  - Номинация за продюсирование альбома Red певицы Taylor Swift
- 54-я церемония «Грэмми» (2012) — Album of the Year
  - Премия как одному из продюсеров альбома 21 певицы Adele
- ASCAP Pop Awards 2012
  - Most Performed Song за песню «Someone Like You» певицы Adele
- Academy of Country Music Awards 2012
  - Номинация за песню «Home» певца Dierks Bentley
- 49-я церемония «Грэмми» (2007) — Song of the Year
  - Martie Maguire, Natalie Maines, Emily Robison и Dan Wilson за песню «Not Ready to Make Nice», исполненную группой Dixie Chicks
- 41-я церемония «Грэмми» (1999) — Премия «Грэмми» за лучшую рок-песню
  - Номинация на Грэмми за песню «Closing Time», исполненную группой Semisonic